# Petit lac Onatchiway
Petit lac Onatchiway är en sjö i Kanada.   Den ligger i regionen Saguenay–Lac-Saint-Jean och provinsen Québec, i den östra delen av landet, 500 km nordost om huvudstaden Ottawa. Petit lac Onatchiway ligger 297 meter över havet. Arean är 45 kvadratkilometer. Den sträcker sig 18,2 kilometer i nord-sydlig riktning, och 8,5 kilometer i öst-västlig riktning.
I omgivningarna runt Petit lac Onatchiway växer i huvudsak blandskog. Trakten runt Petit lac Onatchiway är nära nog obefolkad, med mindre än två invånare per kvadratkilometer.